# Thaumatoneura
Thaumatoneura é um género de libelinha da família Megapodagrionidae.
Este género contém as seguintes espécies:
- Thaumatoneura inopinata